# 第3號交響曲 (布拉姆斯)
F大調第3號交響曲，作品90，是作曲家約翰內斯·布拉姆斯在1883年的夏天於威斯巴登創作的作品，與完成第2號交響曲已相距六年時間。這期間，布拉姆斯完成了多首著名作品，包括他的小提琴協奏曲、兩首序曲（悲劇序曲與大學慶典序曲）及第2號鋼琴協奏曲等。

## 背景
傳記作者馬克斯·卡爾貝克認為，此曲的第2、第3樂章是根基於歌德《浮士德》而設計，但這個想法後來遭到放棄。

### 首演
第3號交響曲在1883年12月2日首演，由汉斯·里希特指揮维也纳爱乐乐团演出。首演之初，指揮家李希特稱之為布拉姆斯的「英雄交響曲」。1884年1月4日，约瑟夫·约阿希姆指揮柏林音樂學院管弦樂團演出。1月28日，弗朗茨·維爾納指揮柏林爱乐乐团演出。1月29日，作曲家本人亦指揮柏林爱乐演出此曲，同場並演出他的第2號鋼琴協奏曲，勃拉姆斯親自擔任鋼琴獨奏。

### 出版
維也納出版商顧特曼（Albert Guttmann）原本與布拉姆斯議定作品的後續出版工作，但最後仍由辛羅克（Simrock）負責提供首演所使用的弦樂樂譜。

## 分析

### 配器
| - 木管樂器 - 長笛：2 - 雙簧管：2 - 單簧管：2 - 低音管：2 - 倍低音管 | - 銅管樂器 - 圓號：4 - 小號：2 - 長號：3 | - 定音鼓 | - 弦樂器 |

依照工具書《管弦樂作品手冊》指示，上述之配器可簡記為"2 2 2 *3—4 2 3 0—tmp—str"。

### 結構
此交響曲包含四個樂章︰
1. 有精神的快板（Allegro con brio），F大調，奏鳴曲式
2. 行板（Andante），C大調，變形的奏鳴曲式
3. 不很快的稍快板（Poco Allegretto），C小調，3段體
4. 快板（Allegro），F小調-F大調，奏鳴曲式

此首交響曲是布拉姆斯四首交響曲之中最短的，一般的演出時間約為30至40分鍾。
第1樂章
第2樂章
第3樂章
第4樂章

## 外部連結
- 布拉姆斯第3號交響曲：国际乐谱典藏计划上的乐谱